# Абашидзе Васо Олексійович
Васо Олексійович Абаши́дзе, груз. ვასო აბაშიძე (*22 листопада (4 грудня) 1854 — †9 жовтня 1926, Тбілісі) — грузинський актор.

## Загальні відомості
Навчався в Кутаїській класичній гімназії.
Перший відзначений званням народного артиста Грузинської РСР (1922). Працював на грузинській сцені з 1879 року у Тифліській драматичній трупі, переважно у комедійних та гострохарактерних ролях.
Серед ролей: Карапет, Мкртум («Скупий», «Поділ» Еріставі), Городничий («Ревізор» Гоголя) та ін.
Виконавській манері Абашидзе були властиві яскраві реалістичні засоби.
Абашидзе — автор кількох п'єс, засновник газети «Театрі» (1885), режисер і театр, педагог. Основоположник реалістичної грузинської акторської школи.

## Абашидзе і Україна
Мати Васо, українка з родини Шатковських, виросла у Тифлісі. Васо Абашидзе дружив з своїм родичем — українським актором і драматургом Олександром Шатковським. Шатковський подарував Васо Абашидзе свій портрет.